# IndyCar Series (videojuego)
IndyCar Series es un simulador de carreras desarrollado por Brain in a Jar y publicado por Codemasters. El juego fue lanzado en 2003 para Microsoft Windows, PlayStation 2 y Xbox. El juego está basado en la 2002 Indy Racing League. Una secuela del juego, IndyCar Series 2005, fue lanzada en 2004 para PlayStation 2, Xbox y Windows basada en la 2003 IndyCar Series.

## Jugabilidad
El modo de juego consiste básicamente en competir en circuitos ovalados con un monoplaza de IndyCar, elegir un equipo y competir en carreras rápidas, modo Campeonato, Test Drive, etc. en las pistas ovaladas oficiales basadas en el calendario IndyCar 2003, llegar a la meta y gana puntos según la posición final del jugador.

## Conductores
El juego cuenta con 26 pilotos de la Indy Racing League de 2003. La lista de pilotos incluye 24 de los equipos y pilotos regulares junto con dos de las entradas únicas de Indy 500 de Target Chip Ganassi Racing y Team Green.

## Reception
| Críticas Publicación Calificación PS2 Xbox PC Computer Games Magazine N/A N/A [ 2 ] Edge 8/10 [ 3 ] 8/10 [ 3 ] N/A Eurogamer 7/10 [ 4 ] N/A N/A Game Informer 7/10 [ 5 ] 7.5/10 [ 6 ] N/A GameSpot 6/10 [ 7 ] 6/10 [ 7 ] 7.1/10 [ 8 ] GameSpy [ 9 ] [ 10 ] N/A GameZone 8.3/10 [ 11 ] N/A 7.8/10 [ 12 ] IGN 8.5/10 [ 13 ] 8/10 [ 14 ] N/A Official PlayStation Magazine (EEUU) [ 15 ] N/A N/A Official Xbox Magazine N/A 8.1/10 [ 16 ] N/A PC Gamer EEUU N/A N/A 78% [ 17 ] BBC Sport 70% [ 1 ] N/A N/A Puntuaciones de reseñas Metacritic 69/100 [ 18 ] 71/100 [ 19 ] 72/100 [ 20 ] |              |              |              |
| Críticas |              |              |              |
| Publicación | Calificación | Calificación | Calificación |
| Publicación | PS2          | Xbox         | PC           |
| Computer Games Magazine | N/A          | N/A          | [ 2 ]        |
| Edge | 8/10         | 8/10         | N/A          |
| Eurogamer | 7/10         | N/A          | N/A          |
| Game Informer | 7/10         | 7.5/10       | N/A          |
| GameSpot | 6/10         | 6/10         | 7.1/10       |
| GameSpy | [ 9 ]        | [ 10 ]       | N/A          |
| GameZone | 8.3/10       | N/A          | 7.8/10       |
| IGN | 8.5/10       | 8/10         | N/A          |
| Official PlayStation Magazine (EEUU) | [ 15 ]       | N/A          | N/A          |
| Official Xbox Magazine | N/A          | 8.1/10       | N/A          |
| PC Gamer EEUU | N/A          | N/A          | 78%          |
| BBC Sport | 70%          | N/A          | N/A          |
| Puntuaciones de reseñas |              |              |              |
| Metacritic | 69/100       | 71/100       | 72/100       |

El juego recibió reseñas "promedio" en todas las plataformas de acuerdo con el sitio web agregador de reseñas Metacritic. Roman Jennings de Eurogamer' describió la versión de PlayStation 2 no como un juego de carreras de monoplazas como Formula One 2003 ni arcade como Burnout 2, pero como un juego de simulación de carreras bien hecho.